# Osservatorio meteorologico di Sonnblick

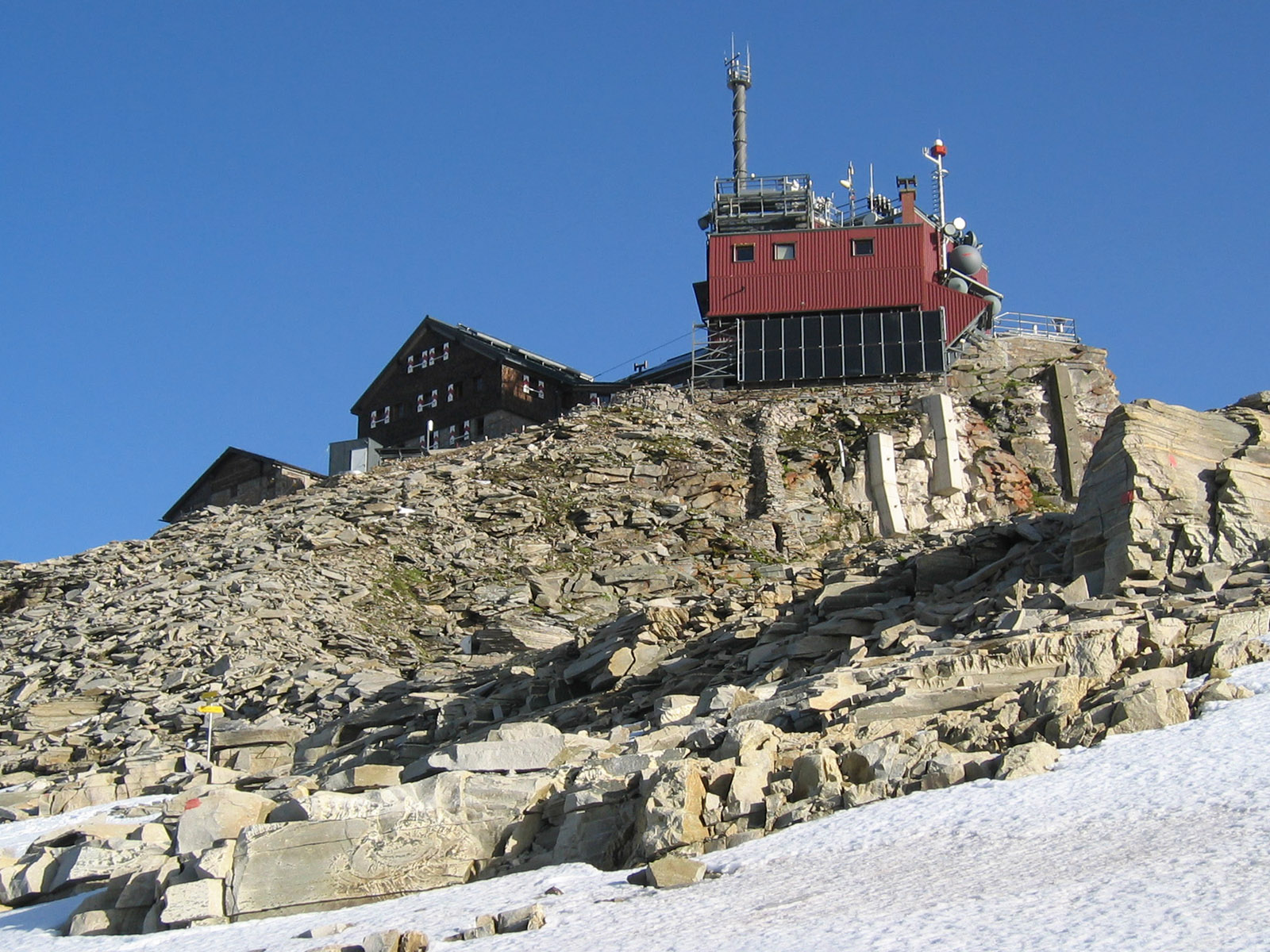
Veduta dell'osservatorio meteorologico di Sonnblick

L'osservatorio meteorologico di Sonnblick (in tedesco Meteorologisches Observatorium Sonnblick), è una struttura del servizio meteorologico austriaco situata sulla vetta di Sonnblick, nel land del Salisburghese, in Austria.

## Storia
L'osservatorio meteorologico entrò in funzione nel 1886, divenendo una delle sedi periferiche del servizio meteorologico austriaco.

## Caratteristiche
La stazione meteorologica si trova in Austria, nel land del Salisburghese, sulla vetta di Sonnblick. Gestita da Zentralanstalt für Meteorologie und Geodynamik, è ubicata a 3 111 metri s.l.m. ed è inclusa nella rete di stazioni dell'Organizzazione Meteorologica Mondiale tra le quali è identificata dal codice WMO 11146, alla quale recentemente è stata affiancata un'altra stazione automatica con codice WMO 11343.
La stazione registra  i dati di temperature, precipitazioni, umidità relativa, pressione atmosferica, direzione e velocità del vento.

## Medie climatiche 1981-2010
In base alle medie climatiche calcolate per il trentennio 1981-2010, la temperatura media del mese più freddo, febbraio, si attesta a -12,3 °C, mentre la temperatura media del mese più caldo, luglio, è di +3,0 °C; la temperatura media annua si attesta a -5,0 °C. Mediamente si contano nel corso dell'anno 304,1 giorni di gelo, 235,8 giorni di ghiaccio e nessun giorno con temperature massime uguali o superiori ai 30 °C.
Nel medesimo trentennio, le precipitazioni medie annue fanno registrare il valore di 1 802,3 mm, risultando mediamente distribuite in 200,7 giorni di pioggia; sia i giorni di pioggia che gli accumuli pluviometrici risultano elevati in ogni mese dell'anno, con frequenza e accumuli pluviometrici maggiori tra la primavera e l'estate.
| Sonnblick (1981-2010)            | Mesi  | Mesi  | Mesi  | Mesi  | Mesi  | Mesi  | Mesi  | Mesi  | Mesi  | Mesi  | Mesi  | Mesi  | Stagioni | Stagioni | Stagioni | Stagioni | Anno    |
| Sonnblick (1981-2010)            | Gen   | Feb   | Mar   | Apr   | Mag   | Giu   | Lug   | Ago   | Set   | Ott   | Nov   | Dic   | Inv      | Pri      | Est      | Aut      | Anno    |
| -------------------------------- | ----- | ----- | ----- | ----- | ----- | ----- | ----- | ----- | ----- | ----- | ----- | ----- | -------- | -------- | -------- | -------- | ------- |
| T. max. media (°C)               | −9,3  | −10,0 | −8,2  | −5,2  | −0,5  | 2,8   | 5,4   | 5,1   | 1,7   | −1,1  | −5,7  | −8,5  | −9,3     | −4,6     | 4,4      | −1,7     | −2,8    |
| T. media (°C)                    | −11,6 | −12,3 | −10,5 | −7,5  | −2,7  | 0,5   | 3,0   | 2,9   | −0,3  | −3,0  | −7,8  | −10,7 | −11,5    | −6,9     | 2,1      | −3,7     | −5,0    |
| T. min. media (°C)               | −13,7 | −14,5 | −12,7 | −9,7  | −4,8  | −1,9  | 0,5   | 0,7   | −2,3  | −4,9  | −9,8  | −12,9 | −13,7    | −9,1     | −0,2     | −5,7     | −7,2    |
| Giorni di calura (Tmax ≥ 30 °C)  | 0,0   | 0,0   | 0,0   | 0,0   | 0,0   | 0,0   | 0,0   | 0,0   | 0,0   | 0,0   | 0,0   | 0,0   | 0,0      | 0,0      | 0,0      | 0,0      | 0,0     |
| Giorni di gelo (Tmin ≤ 0 °C)     | 31,0  | 28,3  | 31,0  | 30,0  | 28,8  | 20,2  | 13,7  | 11,6  | 21,4  | 27,4  | 29,7  | 31,0  | 90,3     | 89,8     | 45,5     | 78,5     | 304,1   |
| Giorni di ghiaccio (Tmax ≤ 0 °C) | 30,7  | 27,9  | 30,5  | 28,2  | 17,8  | 8,0   | 2,6   | 2,9   | 9,8   | 19,2  | 27,6  | 30,6  | 89,2     | 76,5     | 13,5     | 56,6     | 235,8   |
| Precipitazioni (mm)              | 127,4 | 120,3 | 172,1 | 157,2 | 145,9 | 166,3 | 173,0 | 161,1 | 125,7 | 131,0 | 154,4 | 167,9 | 415,6    | 475,2    | 500,4    | 411,1    | 1 802,3 |
| Giorni di pioggia                | 14,9  | 15,2  | 19,0  | 18,9  | 17,0  | 18,6  | 17,7  | 17,0  | 14,7  | 13,4  | 16,5  | 17,8  | 47,9     | 54,9     | 53,3     | 44,6     | 200,7   |

## Medie climatiche 1971-2000
In base alle medie climatiche calcolate per il trentennio 1971-2000, la temperatura media del mese più freddo, febbraio, si attesta a -12,1 °C, mentre la temperatura media del mese più caldo, agosto, è di +2,5 °C; la temperatura media annua si attesta a -5,3 °C. Mediamente si contano nel corso dell'anno 314,2 giorni di gelo, 244,4 giorni di ghiaccio e, ovviamente, nessun giorno con temperature massime uguali o superiori ai 30 °C.
Nel medesimo trentennio, le precipitazioni medie annue fanno registrare il valore di 1 672,3 mm, risultando mediamente distribuite in 192,8 giorni di pioggia; sia i giorni di pioggia che gli accumuli pluviometrici risultano elevati in ogni mese dell'anno, con frequenza e accumuli pluviometrici maggiori tra la primavera e l'estate.
| Sonnblick (1971-2000)            | Mesi  | Mesi  | Mesi  | Mesi  | Mesi  | Mesi  | Mesi  | Mesi  | Mesi  | Mesi  | Mesi  | Mesi  | Stagioni | Stagioni | Stagioni | Stagioni | Anno    |
| Sonnblick (1971-2000)            | Gen   | Feb   | Mar   | Apr   | Mag   | Giu   | Lug   | Ago   | Set   | Ott   | Nov   | Dic   | Inv      | Pri      | Est      | Aut      | Anno    |
| -------------------------------- | ----- | ----- | ----- | ----- | ----- | ----- | ----- | ----- | ----- | ----- | ----- | ----- | -------- | -------- | -------- | -------- | ------- |
| T. max. media (°C)               | −9,4  | −9,8  | −8,4  | −5,7  | −1,0  | 2,1   | 4,8   | 4,8   | 1,7   | −1,5  | −6,0  | −8,2  | −9,1     | −5,0     | 3,9      | −1,9     | −3,1    |
| T. media (°C)                    | −11,6 | −12,1 | −10,7 | −8,1  | −3,2  | −0,2  | 2,3   | 2,5   | −0,4  | −3,5  | −8,2  | −10,4 | −11,4    | −7,3     | 1,5      | −4,0     | −5,3    |
| T. min. media (°C)               | −13,8 | −14,4 | −13,0 | −10,4 | −5,4  | −2,6  | −0,1  | 0,2   | −2,5  | −5,5  | −10,3 | −12,7 | −13,6    | −9,6     | −0,8     | −6,1     | −7,5    |
| Giorni di calura (Tmax ≥ 30 °C)  | 0,0   | 0,0   | 0,0   | 0,0   | 0,0   | 0,0   | 0,0   | 0,0   | 0,0   | 0,0   | 0,0   | 0,0   | 0,0      | 0,0      | 0,0      | 0,0      | 0,0     |
| Giorni di gelo (Tmin ≤ 0 °C)     | 31,0  | 28,3  | 31,0  | 30,0  | 29,8  | 23,1  | 16,1  | 14,1  | 21,6  | 28,3  | 29,9  | 31,0  | 90,3     | 90,8     | 53,3     | 79,8     | 314,2   |
| Giorni di ghiaccio (Tmax ≤ 0 °C) | 30,8  | 28,0  | 30,7  | 28,8  | 19,6  | 9,6   | 3,8   | 3,7   | 10,0  | 20,8  | 27,9  | 30,7  | 89,5     | 79,1     | 17,1     | 58,7     | 244,4   |
| Precipitazioni (mm)              | 127,4 | 109,9 | 152,4 | 159,0 | 139,1 | 146,0 | 164,3 | 147,9 | 116,8 | 119,9 | 145,1 | 144,5 | 381,8    | 450,5    | 458,2    | 381,8    | 1 672,3 |
| Giorni di pioggia                | 14,8  | 14,4  | 18,0  | 19,1  | 16,6  | 18,2  | 17,5  | 16,2  | 13,7  | 12,7  | 15,4  | 16,2  | 45,4     | 53,7     | 51,9     | 41,8     | 192,8   |

## Medie climatiche 1961-1990
In base alle medie climatiche calcolate per il trentennio 1961-1990, la temperatura media del mese più freddo, febbraio, si attesta a -12,8 °C, mentre la temperatura media del mese più caldo, luglio, è di +1,8 °C; la temperatura media annua si attesta a -5,7 °C. Mediamente si contano nel corso dell'anno 319,2 giorni di gelo, 250,2 giorni di ghiaccio e, ovviamente, nessun giorno con temperature massime uguali o superiori ai 30 °C.
Nel medesimo trentennio, le precipitazioni medie annue fanno registrare il valore di 1 620,3 mm, risultando mediamente distribuite in 186,2 giorni di pioggia; sia i giorni di pioggia che gli accumuli pluviometrici risultano elevati in ogni mese dell'anno, con frequenza e accumuli pluviometrici maggiori tra la primavera e l'estate.
| Sonnblick (1961-1990)            | Mesi  | Mesi  | Mesi  | Mesi  | Mesi  | Mesi  | Mesi  | Mesi  | Mesi  | Mesi | Mesi  | Mesi  | Stagioni | Stagioni | Stagioni | Stagioni | Anno    |
| Sonnblick (1961-1990)            | Gen   | Feb   | Mar   | Apr   | Mag   | Giu   | Lug   | Ago   | Set   | Ott  | Nov   | Dic   | Inv      | Pri      | Est      | Aut      | Anno    |
| -------------------------------- | ----- | ----- | ----- | ----- | ----- | ----- | ----- | ----- | ----- | ---- | ----- | ----- | -------- | -------- | -------- | -------- | ------- |
| T. max. media (°C)               | −10,3 | −10,5 | −8,9  | −5,9  | −1,6  | 1,6   | 4,2   | 4,0   | 1,9   | −1,2 | −5,9  | −8,8  | −9,9     | −5,5     | 3,3      | −1,7     | −3,5    |
| T. media (°C)                    | −12,6 | −12,8 | −11,2 | −8,2  | −3,8  | −0,6  | 1,8   | 1,7   | −0,3  | −3,3 | −8,2  | −11,2 | −12,2    | −7,7     | 1,0      | −3,9     | −5,7    |
| T. min. media (°C)               | −14,8 | −15,0 | −13,5 | −10,5 | −6,0  | −2,9  | −0,6  | −0,5  | −2,4  | −5,3 | −10,3 | −13,5 | −14,4    | −10,0    | −1,3     | −6,0     | −7,9    |
| Giorni di calura (Tmax ≥ 30 °C)  | 0,0   | 0,0   | 0,0   | 0,0   | 0,0   | 0,0   | 0,0   | 0,0   | 0,0   | 0,0  | 0,0   | 0,0   | 0,0      | 0,0      | 0,0      | 0,0      | 0,0     |
| Giorni di gelo (Tmin ≤ 0 °C)     | 31,0  | 28,3  | 31,0  | 30,0  | 30,2  | 23,6  | 17,2  | 17,1  | 21,9  | 28,0 | 29,9  | 31,0  | 90,3     | 91,2     | 57,9     | 79,8     | 319,2   |
| Giorni di ghiaccio (Tmax ≤ 0 °C) | 30,9  | 28,1  | 30,6  | 29,2  | 22,4  | 11,2  | 5,0   | 5,2   | 9,6   | 19,5 | 27,7  | 30,8  | 89,8     | 82,2     | 21,4     | 56,8     | 250,2   |
| Precipitazioni (mm)              | 127,9 | 108,8 | 139,0 | 155,9 | 156,9 | 144,2 | 156,6 | 157,2 | 110,2 | 98,2 | 132,4 | 133,0 | 369,7    | 451,8    | 458,0    | 340,8    | 1 620,3 |
| Giorni di pioggia                | 15,3  | 14,5  | 16,8  | 18,0  | 16,9  | 17,5  | 17,1  | 16,5  | 12,8  | 10,8 | 14,6  | 15,4  | 45,2     | 51,7     | 51,1     | 38,2     | 186,2   |

## Medie climatiche 1951-1980
In base alle medie climatiche calcolate per il trentennio 1951-1980, la temperatura media del mese più freddo, febbraio, si attesta a -13,1 °C, mentre la temperatura media dei mesi più caldi, luglio e agosto, è di +1,4 °C; la temperatura media annua si attesta a -5,9 °C. Mediamente si contano nel corso dell'anno 324,1 giorni di gelo, 253,8 giorni di ghiaccio e, ovviamente, nessun giorno con temperature massime uguali o superiori ai 30 °C.
Nel medesimo trentennio, le precipitazioni medie annue fanno registrare il valore di 1 588,9 mm, risultando mediamente distribuite in 180,2 giorni di pioggia; sia i giorni di pioggia che gli accumuli pluviometrici risultano elevati in ogni mese dell'anno, con frequenza e accumuli pluviometrici maggiori tra la primavera e l'estate.
| Sonnblick (1951-1980)            | Mesi  | Mesi  | Mesi  | Mesi  | Mesi  | Mesi  | Mesi  | Mesi  | Mesi  | Mesi  | Mesi  | Mesi  | Stagioni | Stagioni | Stagioni | Stagioni | Anno    |
| Sonnblick (1951-1980)            | Gen   | Feb   | Mar   | Apr   | Mag   | Giu   | Lug   | Ago   | Set   | Ott   | Nov   | Dic   | Inv      | Pri      | Est      | Aut      | Anno    |
| -------------------------------- | ----- | ----- | ----- | ----- | ----- | ----- | ----- | ----- | ----- | ----- | ----- | ----- | -------- | -------- | -------- | -------- | ------- |
| T. max. media (°C)               | −10,7 | −10,8 | −8,9  | −6,1  | −1,8  | 1,6   | 3,7   | 3,7   | 1,7   | −1,7  | −6,0  | −8,8  | −10,1    | −5,6     | 3,0      | −2,0     | −3,7    |
| T. media (°C)                    | −12,9 | −13,1 | −11,3 | −8,5  | −4,1  | −0,6  | 1,4   | 1,4   | −0,5  | −3,8  | −8,2  | −11,1 | −12,4    | −8,0     | 0,7      | −4,2     | −5,9    |
| T. min. media (°C)               | −15,1 | −15,3 | −13,6 | −10,8 | −6,4  | −2,8  | −0,9  | −0,8  | −2,7  | −5,8  | −10,3 | −13,4 | −14,6    | −10,3    | −1,5     | −6,3     | −8,2    |
| Giorni di calura (Tmax ≥ 30 °C)  | 0,0   | 0,0   | 0,0   | 0,0   | 0,0   | 0,0   | 0,0   | 0,0   | 0,0   | 0,0   | 0,0   | 0,0   | 0,0      | 0,0      | 0,0      | 0,0      | 0,0     |
| Giorni di gelo (Tmin ≤ 0 °C)     | 31,0  | 28,3  | 31,0  | 30,0  | 30,1  | 24,1  | 18,4  | 18,8  | 22,4  | 29,0  | 30,0  | 31,0  | 90,3     | 91,1     | 61,3     | 81,4     | 324,1   |
| Giorni di ghiaccio (Tmax ≤ 0 °C) | 30,9  | 28,2  | 30,7  | 29,0  | 22,9  | 11,0  | 6,1   | 5,5   | 10,2  | 20,5  | 27,8  | 31,0  | 90,1     | 82,6     | 22,6     | 58,5     | 253,8   |
| Precipitazioni (mm)              | 121,7 | 103,1 | 125,8 | 170,9 | 150,8 | 145,8 | 147,6 | 151,3 | 107,7 | 110,4 | 131,3 | 122,5 | 347,3    | 447,5    | 444,7    | 349,4    | 1 588,9 |
| Giorni di pioggia                | 14,5  | 13,5  | 15,4  | 17,3  | 16,1  | 17,3  | 17,5  | 17,0  | 12,5  | 11,0  | 14,1  | 14,0  | 42,0     | 48,8     | 51,8     | 37,6     | 180,2   |

## Temperature estreme mensili dal 1886 in poi
Nella tabella sottostante sono indicate le temperature estreme mensili registrate dal 1886 in poi con il relativo anno in cui sono state registrate. La temperatura massima assoluta finora registrata è di +15,0 °C e risale al 27 luglio 1983, mentre la temperatura minima assoluta finora rilevata è di -37,4 °C ed è datata 2 gennaio 1905.
| Sonnblick (1886-2023) | Mesi         | Mesi         | Mesi         | Mesi         | Mesi         | Mesi         | Mesi         | Mesi         | Mesi         | Mesi         | Mesi         | Mesi         | Stagioni | Stagioni | Stagioni | Stagioni | Anno  |
| Sonnblick (1886-2023) | Gen          | Feb          | Mar          | Apr          | Mag          | Giu          | Lug          | Ago          | Set          | Ott          | Nov          | Dic          | Inv      | Pri      | Est      | Aut      | Anno  |
| --------------------- | ------------ | ------------ | ------------ | ------------ | ------------ | ------------ | ------------ | ------------ | ------------ | ------------ | ------------ | ------------ | -------- | -------- | -------- | -------- | ----- |
| T. max. assoluta (°C) | 3,3 (1999)   | 3,9 (2020)   | 3,9 (1968)   | 5,0 (1959)   | 9,4 (1945)   | 14,7 (2019)  | 15,0 (1983)  | 13,4 (1971)  | 13,0 (2023)  | 10,0 (1966)  | 6,0 (1984)   | 2,0 (1986)   | 3,9      | 9,4      | 15,0     | 13,0     | 15,0  |
| T. min. assoluta (°C) | −37,4 (1905) | −36,6 (1940) | −34,6 (1890) | −26,6 (1929) | −20,0 (1935) | −15,8 (1897) | −10,5 (1939) | −10,0 (1888) | −16,4 (1889) | −25,4 (1891) | −28,5 (1915) | −33,0 (1887) | −37,4    | −34,6    | −15,8    | −28,5    | −37,4 |